# Desmoscolex parvospiculatus
Desmoscolex parvospiculatus is een rondwormensoort uit de familie van de Desmoscolecidae. De wetenschappelijke naam van de soort is voor het eerst geldig gepubliceerd in 1996 door Decraemer W..